# غرانت أوستين تايلور
غرانت أوستين تايلور (بالإنجليزية: Grant Austin Taylor)‏ هو مغني أمريكي، ولد في 9 مايو 1995 في نورفك في المملكة المتحدة.

## وصلات خارجية
- الموقع الرسمي